# José Gislon

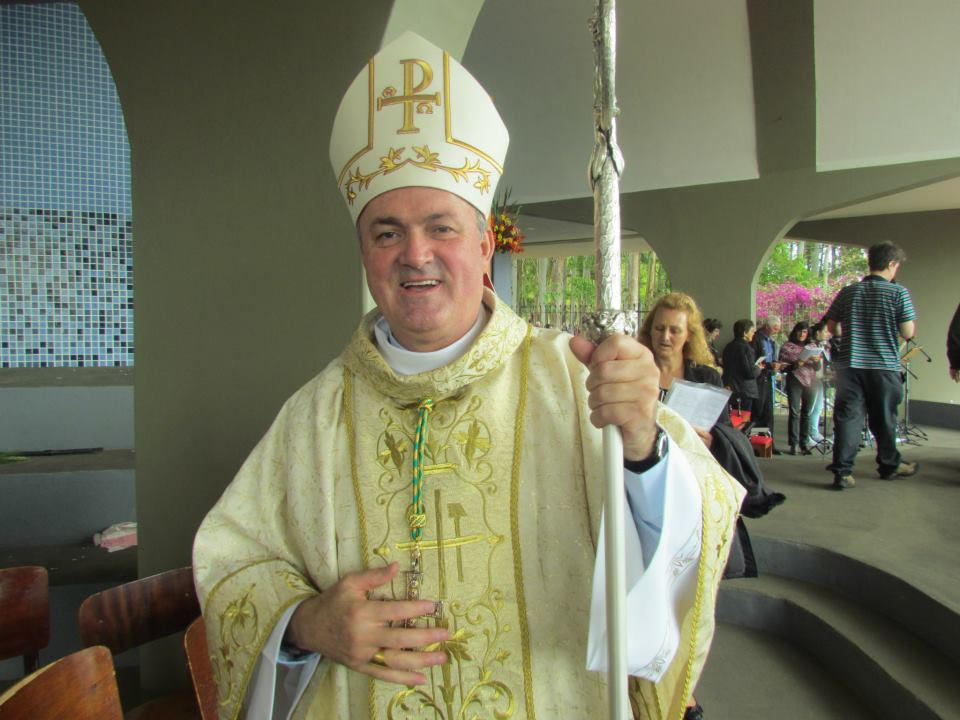
José Gislon (2013)

Wappen von José Gislon als Bischof von Erexim

José Gislon OFMCap (* 23. Februar 1957 in Ibirama) ist ein brasilianischer Ordensgeistlicher und römisch-katholischer Bischof von Caxias do Sul.

## Leben
José Gislon trat der Ordensgemeinschaft der Kapuziner bei, legte die Profess am 17. Oktober 1980 ab und empfing am 28. Mai 1988 die Priesterweihe.
Papst Benedikt XVI. ernannte ihn am 6. Juni 2012 zum Bischof von Erexim. Die Bischofsweihe spendete ihm der Erzbischof von Londrina, Orlando Brandes, am 3. August desselben Jahres; Mitkonsekratoren waren Mário Marquez OFMCap, Bischof von Joaçaba, und sein Amtsvorgänger Girônimo Zanandréa.
Papst Franziskus ernannte ihn am 26. Juni 2019 zum Bischof von Caxias do Sul. Die Amtseinführung fand am 8. September desselben Jahres statt.